# Rhadinaea myersi
Rhadinaea myersi är en ormart som beskrevs av Rossman 1965. Rhadinaea myersi ingår i släktet Rhadinaea och familjen snokar. Inga underarter finns listade i Catalogue of Life.
Denna orm är bara känd från en bergstrakt på Tehuantepecnäset i Mexiko. Arten hittades vid 1500 meter över havet. Den vistas i skogar med tallar och ekar. Honor lägger ägg.
Beståndet hotas av skogsröjningar. IUCN kategoriserar arten globalt som otillräckligt studerad.